# Lijst van gouverneurs van Upplands län
Dit is een lijst van gouverneurs van de voormalige provincie Upplands län in Zweden, in de periode 1634 tot 1714. Upplands län was een län, een provincie in het oosten van Zweden, maar werd in 1714 opgesplitst in Uppsala län en Stockholms län.
- Lars Eriksson Sparre av Rossvik 1634-1641
- Lars Claesson Fleming af Liebelitz 1654
- Gustaf Persson Banér 1654-1656
- Svante Svantesson Banér 1656-1660
- Claes Rålamb 1660-1664
- Göran Gyllenstierna 1664-1666
- Axel Axelsson Lillie 1666-1679
  - Carl Gabriel Bååt waarnemend 1678-1679
- Gustaf Lilliecrona 1679-1681
- Lars Claesson Fleming af Liebelitz 1681
- Fabian Wrede af Elimä 1681-1685
- Olof Arvidsson Thegner 1685-1689
- Jakob Gyllenborg 1689-1695
- Johan Hoghusen 1695-1714